# Eutreptiella cornubiense
Eutreptiella cornubiense (Butcher, 1961), secondo una classificazione filogenetica  è una specie del supergruppo Excavata appartentente alla famiglia Eutreptiaceae.

## Caratteristiche
Eutreptiella cornubiense è stata ritrovata per la prima volta in Norvegia da Butcher nel 1961.
Altri ritrovamenti ci sono stati nel mar Baltico (Norvegia e Svezia)